# Chinamérique
Le terme Chinamérique désigne la relation bilatérale entre la République populaire de Chine (RPC) et les États-Unis. Il désigne plus précisément selon Ferguson et Schularick l'interdépendance et une forme de symbiose qui lierait les économies des deux états.

## Historique
Dans les années 2000, les différentes bulles financières qui secouent l'économie mondiale auraient contraint les États-Unis, soucieux de maintenir leur croissance, à augmenter les importations et ainsi opérer une dépense de leur épargne. Ces importations et transferts d'épargne auraient largement bénéficié à la Chine qui a ainsi pu constituer une croissance basé sur les excédents commerciaux, et qui se trouve massivement propriétaire de bons du Trésor américain. Entre 2001 et 2005, tandis que l'épargne étasunienne passe de 5 à 0 % du PIB, celle de la Chine évolue de 30 à 45 % du produit intérieur.
Fin 2007, l'historien britannique controversé Niall Ferguson, et l'économiste allemand Moritz Schularick, proposent le néologisme Chimerica (contraction de Chine et Amérique) pour désigner ce processus. Les auteurs jouent notamment de la proximité du terme avec celui de chimère pour souligner l’instabilité de la situation,.